# Varmahlíð
Varmahlíð (Warme helling) is een klein, centraal gelegen plaatsje in de regio Norðurland vestra in het noorden van IJsland. Varmahlíð vormt samen met de stad Sauðárkrókur en de plaatsjes Hofsós en Fljót de gemeente Sveitarfélagið Skagafjörður. Varmahlíð ligt aan de zuidoostelijke helling van de 111 meter hoge Reykjarhóll heuvel waarnaar het plaatsje is vernoemd. Zowel de aanduiding varma als reykja (rook) duiden op de aanwezigheid van geothermische warmte. Varmahlíð ligt aan de Hringvegur op een knooppunt van het plaatselijke wegennet 24 kilometer ten zuiden van Sauðárkrókur. Via de Öxnadalsheiði in oostelijke richting kom je in Akureyri uit. Varmahlíð heeft ongeveer 125 inwoners. In het schooltje is een natuurhistorisch museum. Even ten zuiden ligt in de Svartá rivier de aardige Reykjafoss waterval.

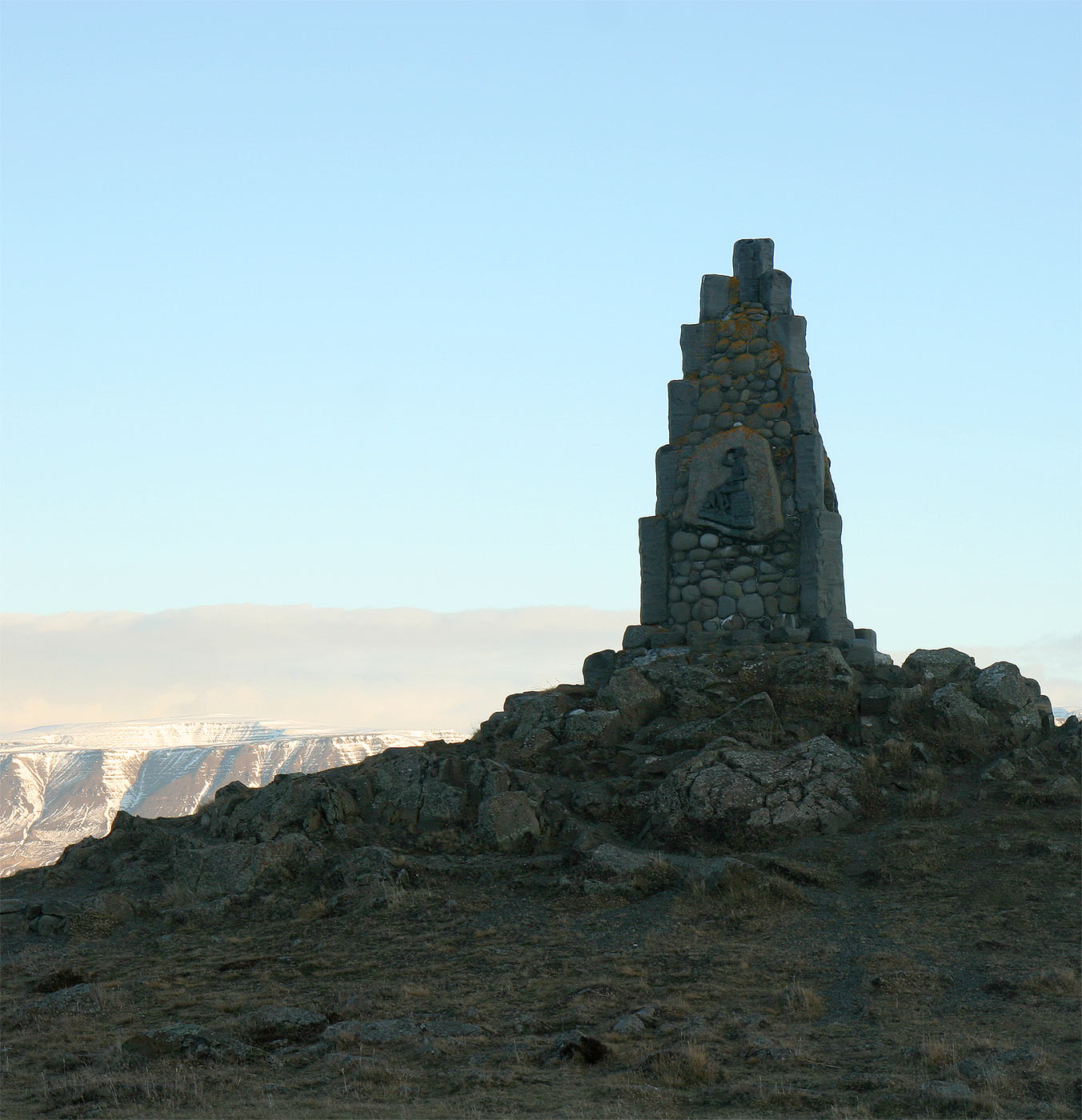